# کرم‌ها: جزیره‌های نبرد
کرم‌ها: جزیره‌های نبرد (به انگلیسی: Worms: Battle Islands) یک بازی استراتژی نوبتی با استفاده از توپخانه است که توسط تیم ۱۷ توسعه یافته و بخشی از سری بازی‌های کرم‌ها محسوب می‌شود. این بازی در سال ۲۰۱۰ برای کنسول‌های PlayStation Portable و Wii منتشر شد. بازیکنان به نوبت تیم‌های کرم‌های انسان‌نما را کنترل کرده و از هر وسیله‌ای که در اختیار دارند برای نابود کردن تیم‌های حریف استفاده می‌کنند تا تیمی بماند که در نهایت پیروز شود. نسخه‌های مختلف بازی با نقدهای متفاوتی روبه‌رو شدند.